# Мексикано-угандийские отношения
Мексикано-угандийские отношения — двусторонние дипломатические отношения между Мексикой и Угандой. Страны являются членами Организации Объединённых Наций.

## История
20 февраля 1976 года страны официально установили дипломатические отношения, через четырнадцать лет после того, как Уганда получила независимость от Великобританией. Мексика вскоре аккредитовала посла в кенийском городе Найроби для представления интересов и в Уганде. С момента установления дипломатических отношений контактов между обеими странами практически не существовало, и они имели место в основном на международных форумах, таких как Организация Объединённых Наций. В 2001 году Мексика открыла почётное консульство в Кампале.
В мае 2010 года заместитель министра иностранных дел Мексики Лурдес Аранда Безаури посетила Уганду вместе с послом Мексики в Кении Луисом Хавьером Кампусано. Они провели переговоры с президентом Уганды Йовери Мусевени, и он выразил заинтересованность в том, чтобы президент Мексики принял участие в 15-м саммите Африканского союза, который состоится в Кампале в июле 2010 года. Во время этого визита страны подписали Меморандум о взаимопонимании по созданию консультативного механизма по взаимным интересам. В июле 2010 года президент Мексики Фелипе Кальдерон принял участие в 15-м саммите Африканского союза в Кампале, где он присутствовал в качестве почётного гостя. Во время встречи президент Фелипе Кальдероном и президент Йовери Мусевени обменялись мнениями о последствиях международного экономического кризиса, а также о глобальных вызовах, связанных с изменением климата. Лидеры также согласились с необходимостью укрепления сотрудничества между двумя странами в областях, представляющих взаимный интерес, таких как торговля, агропромышленный комплекс, энергетический сектор и борьба с бедностью; а также содействие научному, культурному и образовательному обмену.
В ноябре 2010 года министр водных ресурсов и окружающей среды Уганды Мария Мутагамба приняла участие в Конференции Организации Объединённых Наций по изменению климата 2010 года, которая проходила в Канкуне. В 2013 году заместитель министра иностранных дел Мексики Лурдес Аранда Безаури и посол Мексики в Кении Луис Хавьер Кампусано вернулись в Уганду, чтобы продвинуть кандидатуру доктора Эрминио Бланко Мендосы на пост генерального директора Всемирной торговой организации.
В 2019 году несколько сотен африканских мигрантов прибыли в Мексику для пересечения государственной границы с США. Многие из мигрантов были выходцами из Уганды и пытались искать убежища в Соединённых Штатах Америки, спасаясь от гражданских беспорядков и нарушений прав человека в Уганде.

## Торговля
В 2018 году товарооборот между странами составил сумму 5,1 миллиона долларов США. Экспорт Мексики в Уганду: панели индикаторов; поливинил хлорид; генераторы и колёсные тракторы. Экспорт Уганды в Мексику: вермикулит, перлит и хлориты; светочувствительные полупроводниковые приборы; конвейерные или приводные ремни.

## Дипломатические представительства
- Интересы Мексики в Уганде представлены через посольство в кенийском городе Найроби, а также имеет почётное консульство в Кампале[8].
- Интересы Уганды в Мексике реализуются через посольство в американском городе Вашингтоне[9].